# مال، لندن
مال (انگلیسی: The Mall) یک خیابان در لندن، انگلستان است. این خیابان که در وست‌مینستر قرار دارد از سمت غرب به کاخ باکینگهام و از سمت شرق به میدان ترافالگار محدود میشود، ساختمان ادمیرالتی آرچ مابین این خیابان و میدان ترافالگار واقع شده است. همچنین سنت جیمز پارک در جنوب و در راستای این خیابان قرار دارد.

## نگارخانه

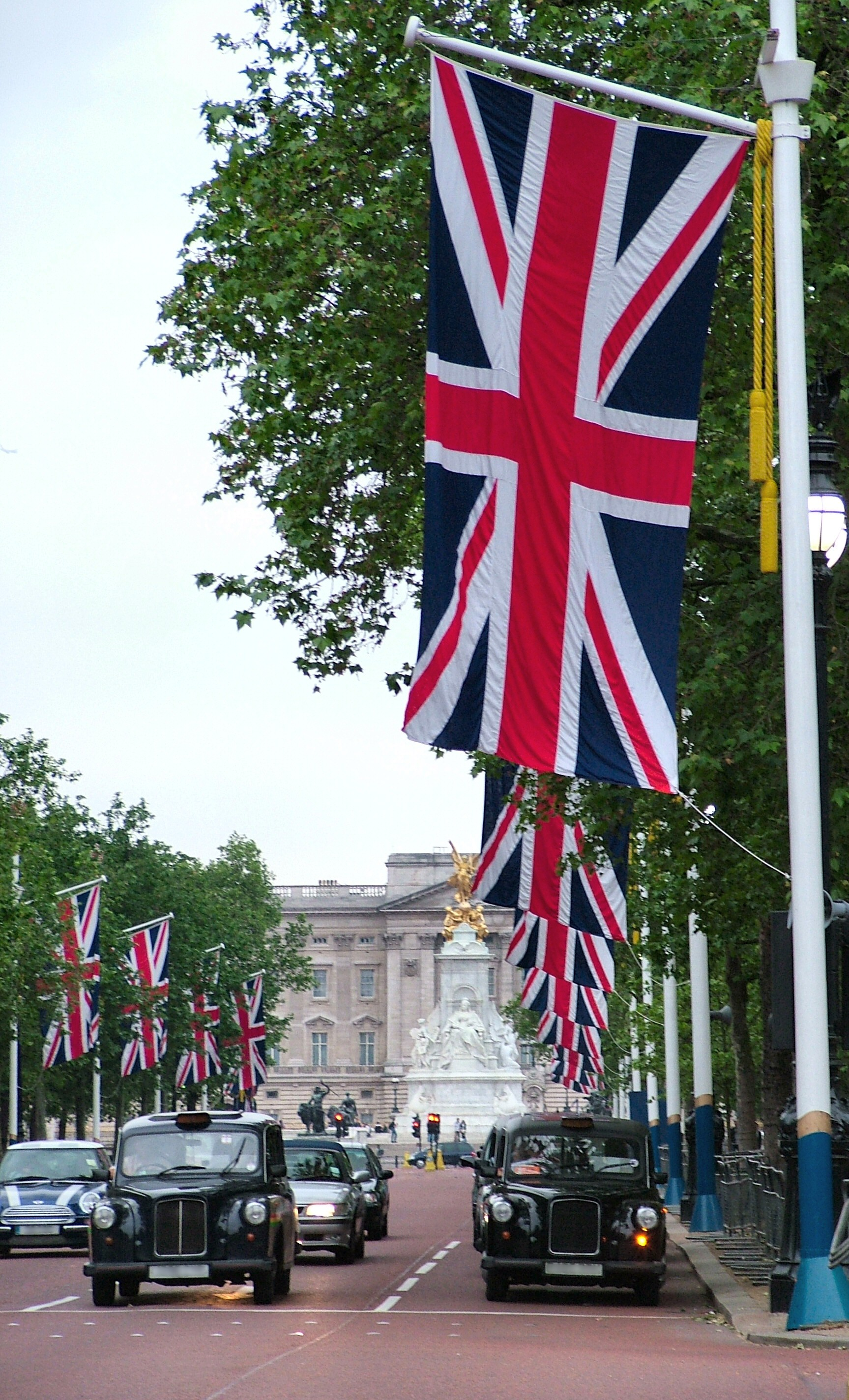
Union Flags frequently decorate The Mall
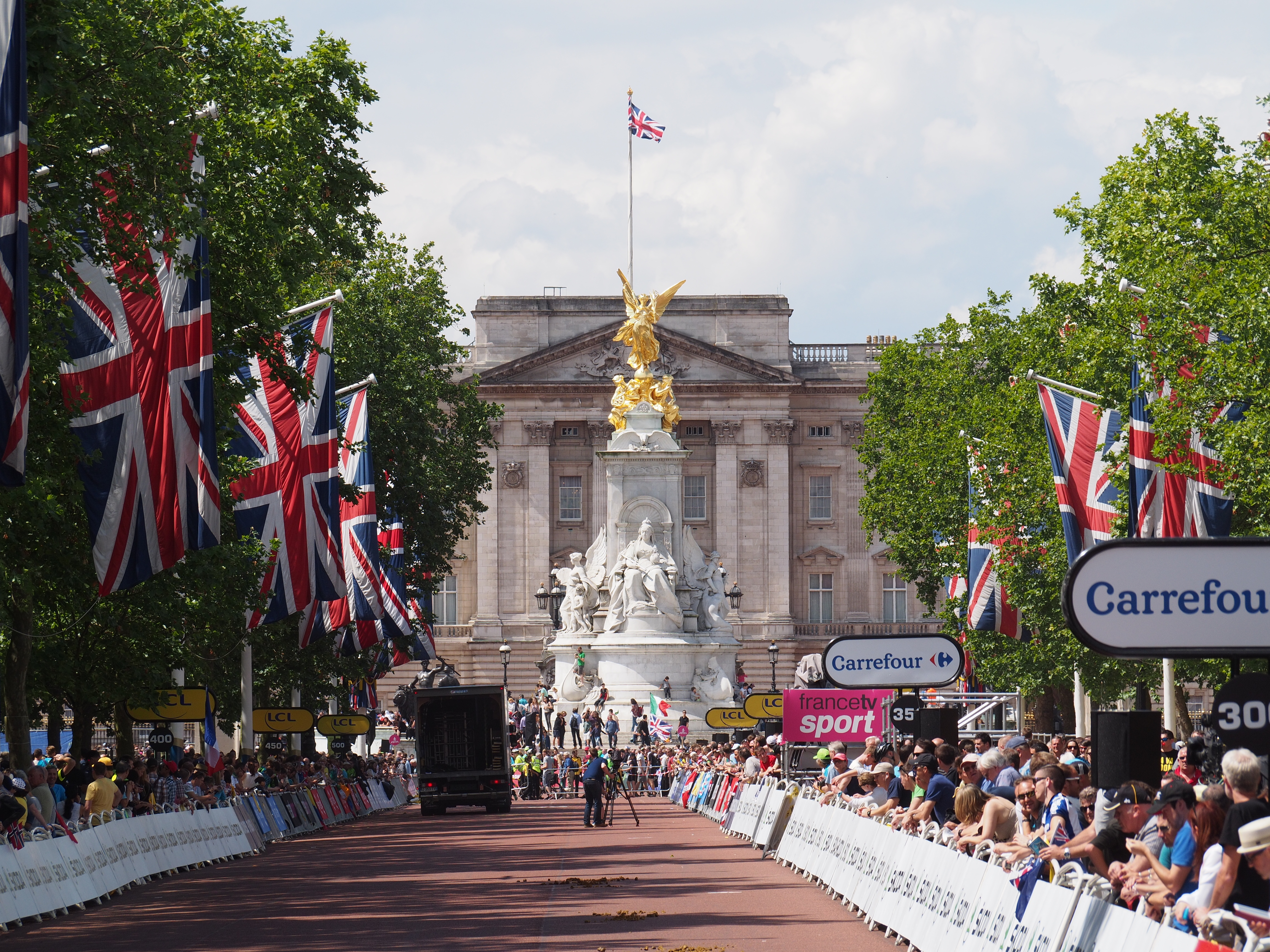
The Mall, during Le Tour 2014
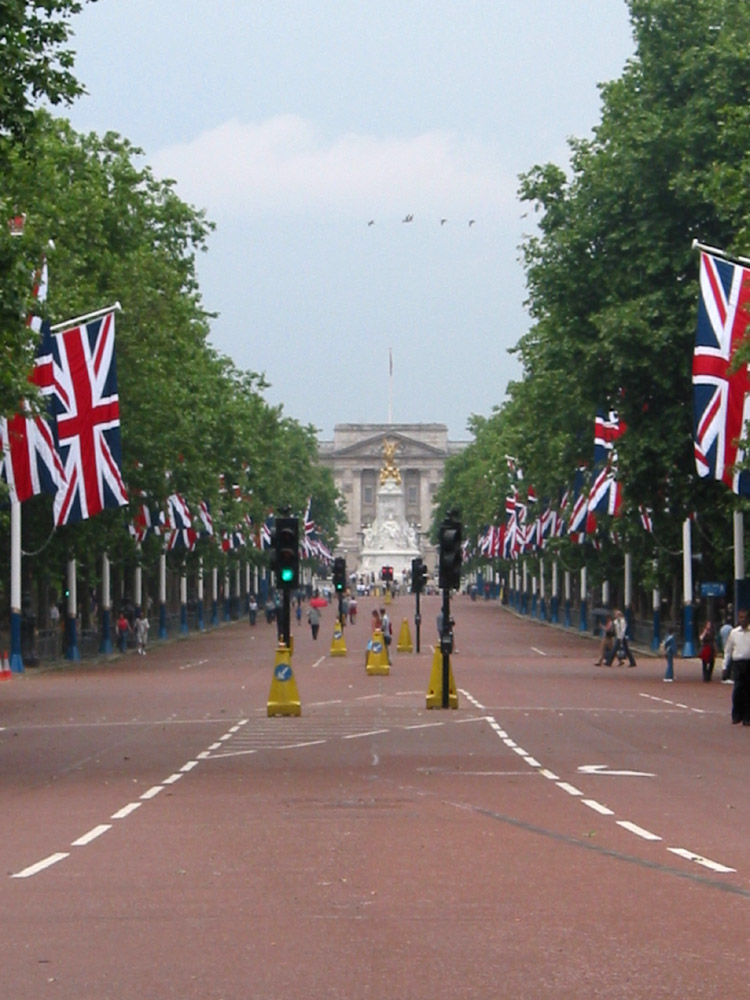
The Mall, looking towards Buckingham Palace